# ロバート・アール・ヒューズ
ロバート・アール・ヒューズ（1926年6月4日 - 1958年7月10日）は、アメリカ人男性で、486キロで、記録上、存命中もっとも重い人間であった。彼は今でも、介助なしで歩ける世界で最も重い人間である。

## 生い立ちと家族
ロバート・ヒューズは、エイブラハム・ガイ・ヒューズ（1878-1957）とジョージア・アリス・ウィーザービー（1906-1947）の息子としてミズーリ州モンティセロで生まれた。体重は5.1キロと、「重かったが異常ではなかった」と家族は話している。また、「生後5ヶ月で百日咳にかかるまでは、ごく普通の赤ん坊だった」とも話している。百日咳は、彼の異常な体重増加に一役買ったと考えられている。6歳の時の体重は79kg、10歳の時の体重は170kgだった。
一家はロバートが生後6ヵ月のときにイリノイ州フィッシュフックに引っ越した。また、彼には2人の弟がいた。

## コンディション
生前、彼は地球上で最も体重の重い人間だった。多くの体重超過者とは異なり、彼はベッドに寝たきりになることもなく、今日に至るまで、最も重い人間が歩いたという記録を保持している。ヒューズの激太りは甲状腺の破裂が原因だった。ピーク時の体重は486kg、胸囲は3.1mだった。

## 職業
ヒューズは自分の写真を売って収入を得ていた。大人になってからも、ヒューズはカーニバルやフェアにゲスト出演していた。27歳の時、彼は巡回ロードショーに参加し、しばしば家族も同行した。バラエティ番組『エド・サリヴァン・ショー』に出演する計画が発表されたが、実現しなかった。
1957年、ヒューズは弟のガイとガイの妻リリアンとともに全米を旅していた。31歳のヒューズにとって、巨大な杖をついて歩くことさえ難しくなっていた。カーニバルの最中に、父親がイリノイで79歳で亡くなったという知らせがヒューズに届いた。ガイとリリアンは葬儀のためにイリノイに戻ったが、ロバートは約束を守るのが自分の義務だと信じて残った。シーズンが終わると、彼はガイの農場に戻ったが、6.1メートル以上歩くことができず、疲労困憊したときには、幅1.5メートルの鉄で補強された椅子を引きずりながら、家族が付き添ってくれた。

## 死去
インディアナ州ナパニーをロードショーで移動中、ヒューズは発疹ができ、爪の下の肉が青くなった。インディアナ州ブレーメンにある最寄りの病院に移動することができなかったため、医師たちは彼のトレーラーで手当てをし、はしかにかかっていると判断した。また、彼は尿毒症を発症した。
1958年7月10日、32歳で死去。故郷フィッシュフックに近いブラウン郡、イリノイ州ベンヴィルの小さな教会の墓地に埋葬された 。葬儀には約2000人が参列した。
彼はピアノケースの中に埋葬されたとされているが、これは誤りである。この誤りは、事実としては正しいのだが、毎年印刷されるギネスブックに掲載される際に、しばしば誤読を招いたと思われるある一文「彼はピアノケース大の棺に埋葬された。」に起因している。そして、彼の墓碑には、472kgを記録した世界最重量級の男であることが記されている。

## さらに読む
- Faig, Kenneth W. (2001). Big Heart: Remembering Robert Earl Hughes, 1926-1958. Issue 8 of Moshassuck monograph series. Moshassuck Press